# Хлоп'ячий В'ячеслав Анатолійович
Вячесла́в Анато́лійович Хлоп'я́чий — полковник Збройних сил України, учасник російсько-української війни. Лицар ордена Богдана Хмельницького III ступеня (2015).

## З життєпису
Командир зведеного загону «Дика качка» в часі 5-ї ротації.
До серпня 2018 року — начальник 38-го об'єднаного навчального центру ПС у Василькові.
Станом на січень 2020 року — начальник інженерно-авіаційного факультету Харківського національного університету Повітряних Сил імені Івана Кожедуба.

## Нагороди
За особисту мужність, сумлінне та бездоганне служіння Українському народові, зразкове виконання військового обов'язку відзначений — нагороджений
- 15 вересня 2015 року — орденом Богдана Хмельницького III ступеня[3].